# Jabal Qada'ah

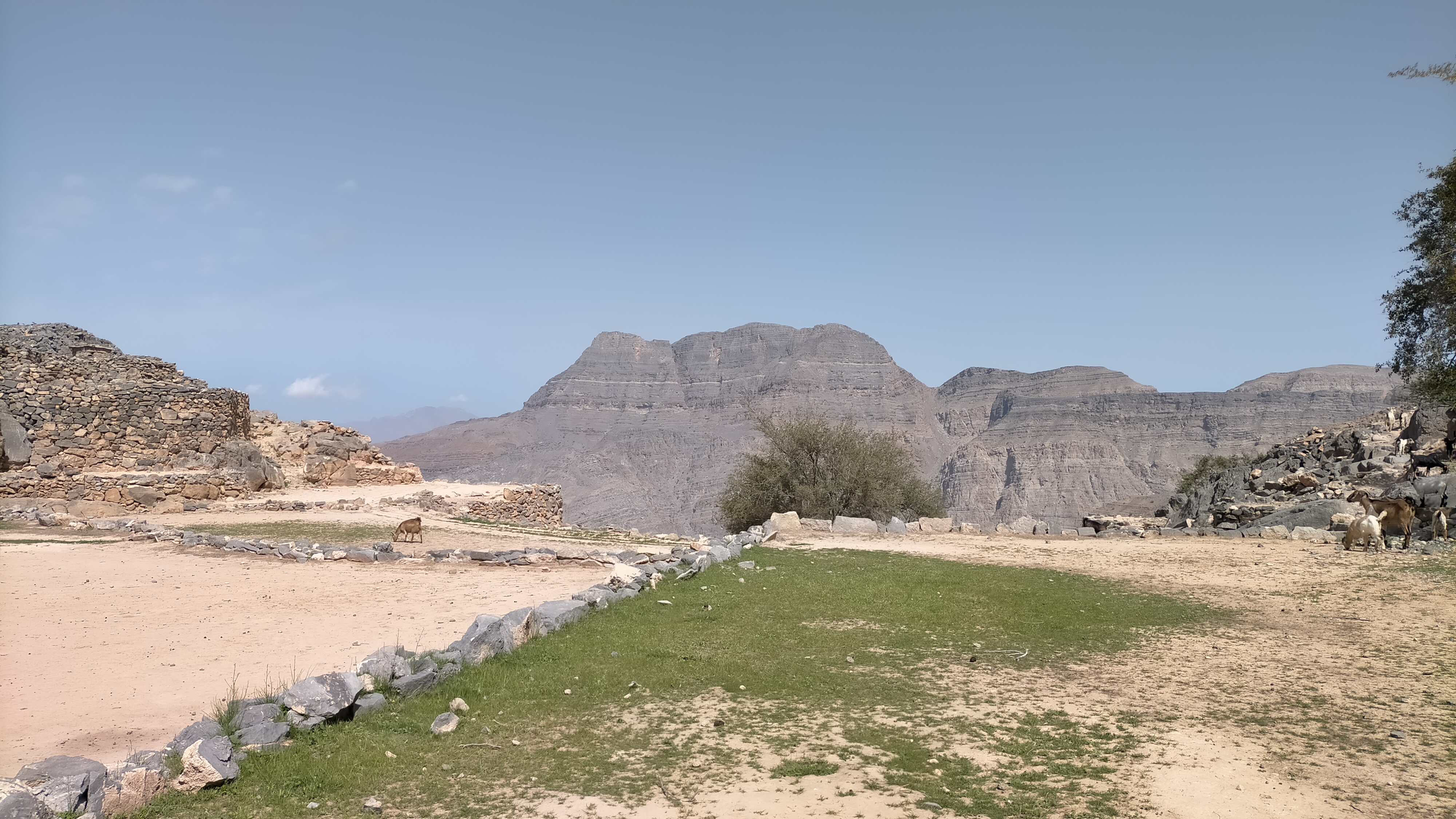
Vertiente sur del Jabal Qada'ah, también conocido como Jabal Al Ahqab. Vista desde Silay Al Khatami

Jabal Qada'ah (en árabe: جبل قداعة‎, romanizado: Jabal Kidā'ah), también conocido como Jabal Al Aḩqab, es una montaña situada en la cordillera de las Montañas Al Hajar, al noreste de Emiratos Árabes Unidos, en el emirato de Ras al Jaima. 
Su cima tiene una altitud de 1.375 m s. n. m., una significativa prominencia de 460 m y un aislamiento topográfico de 4,36 km, por lo que la alargada y solitaria silueta de la montaña, en forma de meseta, destaca y es perfectamente visible incluso desde una larga distancia.
El Jabal Qada'ah forma una línea de cresta que se extiende en tres direcciones: 
- Hacia el noroeste, con una importante antecima de 1.345 m s. n. m., de tan solo 45 m de prominencia, situada a 600 m de distancia de la cima principal, que en algunos mapas consta referenciada con el nombre de Jabal Qada'ah (minor). Esta línea de cresta continúa después hacia el sur y hacia el este, con las cimas del Jabal Ar Ra'il (768 m),[4] Jabal Ad Diri (612 m)[4] y otras menores, formando parte del flanco norte de la divisoria de aguas del Wadi Qada'ah.

- Hacia el sureste, la cresta desciende hacia el Wadi Qada'ah, en dirección a la aldea de Mak Sikek, una de las más activas de la zona, situada a orillas del cauce del wadi.[4]

- Y hacia el norte, se prolonga hacia la cima del Jabal Hebs o Jabal Hibs (980 m),[5][6] formando el flanco oriental de la subcuenca del Wadi Ar Ra'ilah;[4] al oeste de las aldeas de Magam[7] y Ra's,[8] situadas en la vertiente oriental del Jabal Hebs,[9] conocidas popularmente como Deira Al-Hebsi o Deira Al-Habsi, por tratarse de los primeros asentamientos de la tribu habus en esta zona limítrofe entre las zonas tribales shihuh (situadas al norte del Wadi Bih), y las zonas tribales habus que se asentaron al sur del wadi,[10] entre ellas la zona tribal habus de Banī Sā‘ad,[11] a la que pertenecieron estas poblaciones.[9]

## Ascensión
Existen diferentes vías para ascender a la cima del Jabal Qada'ah partiendo desde el oeste y suroeste, y utilizando parcialmente los cauces del Wādī Ar Ra'ilah o del Wādī Al Hayīlah / Wadi Hiyailah (ambos afluentes del Wadi Bih), y también del Wadi Ghail (afluente del Wadi Qada'ah). Ninguna de ellas es fácil, ni pueden ser consideradas caminos o senderos convencionales, ya que en mayor o menor medida requieren la utilización de técnicas, equipo e incluso materiales de escalada.
La vía más accesible y convencional, parte del Wadi Bih, (bien desde la aldea de Atmar, siguiendo inicialmente el Wadi Atmar), o bien desde la desembocadura del Wādī Ar Ra'ilah (erróneamente denominado en algunas ocasiones Wadi Haqab). Esta ruta sigue un camino de herradura en excelente estado, que se utiliza habitualmente como vía de acceso a las antes citadas aldeas de Ra's y Magam (Deira Al-Hebsi), y continúa hacia el sur hasta alcanzar el collado o paso de montaña de Jabal Qada'ah East Col (1.120 m), situado a 720 m al sureste de la cima principal. 
En ese punto, se inicia una corta subida de dificultad moderada y sin tramos de exposición relevantes, hasta alcanzar la cima del Jabal Qada'ah, en la que existen ruinas de viejas construcciones de piedra seca, un mojón y los restos de una pequeña estación meteorológica.

## Toponimia
Nombres alternativos: Jabal Kida'ah, Jabal Qida'a, Jabal Qada`a, Jabal Qada`ah, Jabal Qadda`a, Jabal Quda', Jabal Al Ahqab, Jebel Al Ahqab,´Jabal Al Aḩqab.
El nombre del Jabal Qada'ah (con la grafía Jabal Qada‘a) aparece registrado en los documentos y mapas elaborados entre 1950 y 1960 por el arabista británico, cartógrafo, militar y diplomático Julian F. Walker, con motivo de los trabajos realizados para el establecimiento de las fronteras entre los entonces denominados Estados de la Tregua, completados más tarde, por el Ministerio de Defensa del Reino Unido, con mapas a escala 1:100 000 publicados en 1971, y en otros mapas y documentos anteriores custodiados en los Archivos Nacionales del Reino Unido.
En el Atlas Nacional de Emiratos Árabes Unidos consta referenciado con la grafía Jabal Al Aḩqab.

## Población
Desde principios del siglo XIX, aproximadamente, toda el área próxima al Jabal Qada'ah estuvo poblada por la tribu habus, repartida principalmente entre las zonas tribales de Banī Huraymish  y Banī Sā‘ad.